# Tomojirō Ikenouchi
Tomojirō Ikenouchi (池内 友次郎?, Ikenouchi Tomojirō) (Tokio, 21 ottobre 1906 – Tokio, 9 marzo 1991) è stato un insegnante e compositore giapponese di musica classica contemporanea.

## Biografia
Tomojiro Ikenouchi nacque a Tokyo dal poeta haiku Kyoshi Takahama. Si recò a Parigi nel 1927, dove studiò composizione con Henri Büsser e pianoforte con Lazare Lévy. Tornò in Giappone nel 1933. La sua musica si ispira alla musica impressionista francese 
Ikenouchi insegnò alla Università delle arti di Tokyo a partire dal 1947. Tra i suoi studenti illustri figurano Isang Yun, Toshi Ichiyanagi, Toshiro Mayuzumi, Maki Ishii, Shin'ichirō Ikebe, Makoto Shinohara, Akira Miyoshi, Akio Yashiro, Roh Ogura, Kōhei Tanaka, Teizo Matsumura, Masato Uchida e Ryohei Hirose. Insieme a molti dei suoi studenti, formò il gruppo Shinshin Kai nel 1955. 
Le sue opere sono pubblicate da Ongaku-no-Tomo Sha. 